# Землянський (Соль-Ілецький міський округ)
Земля́нський (рос. Землянский) — селище у складі Соль-Ілецького міського округу Оренбурзької області, Росія.

## Населення
Населення — 109 осіб (2010; 200 у 2002).
Національний склад (станом на 2002 рік):
- казахи — 74 %